# Gwynedd (království)
Gwynedd neboli zastarale také Venedocie (velšsky Teyrnas Gwynedd, latinsky Venedotia či Norwallia) byl jedním ze samostatných velšských království raného a vrcholného středověku, které vznikly poté, kdy Římané opustili Británii. Utvářelo se během 5. století v oblasti obývané britskými kmeny Ordoviků, Ganganů a Deceanglů. Jako jediné z velšských království přetrvalo do roku 1216, kdy byl Wales sjednocen do Velšského knížectví. 

## Historie

### Raný středověk
Jedním z důvodů stažení Římanů z Británie byla nutnost přesunu vojenských sil proti barbarům útočícím z východu. Mezi nimi byli Anglové a Sasové, kteří později obsadili i Anglii. Od 8. století byl Wales největším územím, kde se dochovala původní britská kultura v Británii, dalšími oblastmi byly Hen Ogledd a Cornwall.
Podle legendy vzniklo království roku 401 a jeho zakladatelem byl princ Cunedda. Jeho prvotní konsolidaci pak provedl král Cadwallon Lawhir, který využil období míru po bitvě na Mons Badonicus, kde utrpěli anglosaští nájezdníci zdrcující porážku.
Země byla rozdělena na mnoho království, z nich největšími byly Gwynedd na severozápadě a Powys na východě. Roztříštěnost země byla způsobena i tím, že dědictví po panovníkovi bylo rozdělováno mezi všechny jeho syny (i nelegitimní). V období mezi 5. až 12. stoletím se království rozšířilo o ostrov Anglesey (velšsky Ynys Môn) a obsáhlo tak celý severní Wales od řeky Dyfi na jihu až po řeku Dee na severovýchodě. Na severu a západě tvořilo jeho hranici Irské moře a na jihovýchodě sousedilo s královstvím Powys.
Prvním králem, který získal vládu nad větší částí Walesu, byl v 9. století Rhodi Mawr, který rozšířil svou moc z Gwyneddu i na Powys a Ceredigion. Jeho vnuk Hywel Dda sjednotil malá království na jihu země a roku 942 ovládl většinu Walesu. Tradičně je spojen s kodifikací velšského práva. V letech 950 až 1000 byla země terčem útoků Vikingů.
Dalším panovníkem, který byl schopen vládnout celé zemi, se stal Gruffydd ap Llywelyn. Původně byl králem Gwynnedu, ale do roku 1055 ovládl skoro celou zemi a dokonce i část Anglie v pohraničí. Roku 1063 byl ale poražen pozdějším králem  Haroldem II. a zabit vlastními muži.

### Pod nadvládou Normanů

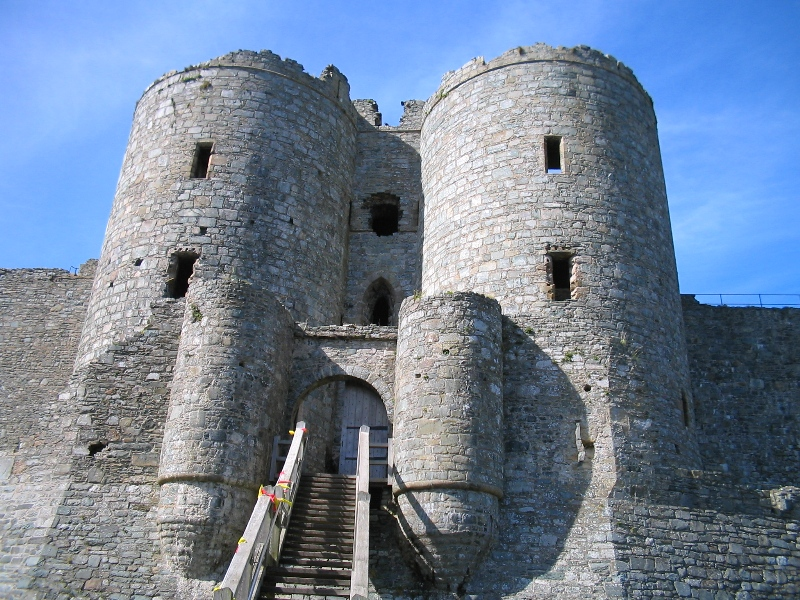
Hrad Harlech, jeden z řady pevností, které nechal postavit Eduard I.

V době ovládnutí Anglie Normany roku 1066 byl nejvlivnějším panovníkem země Bleddyn ap Cynfyn. Normané zpočátku dosáhli úspěchu na jihu země a v oblasti Deheubarthu. Cynfynova smrt vedla k občanské válce a to umožnilo Normanům obsadit severní část Walesu. Roku 1081 dosáhli Normané zradou uvěznění waleského panovníka a obsadili větší část Gwyneddu. Na jihu Vilém I. obsadil Dyfed a postavil hrady u St Davidsu a Cardiffu. Poté, co byl Deheubarth obsazen a rozdělen mezi normanské šlechtice, zdála se nadvláda Normanů stabilizovaná.
Nicméně roku 1094 vypukla ve Walesu všeobecná vzpoura. Gruffyd ap Cynan byl schopen ovládnout Gwynned a jeho syn s Gruffydem ap Rhysem zvítězili na Normany roku 1136. I v království Powys vládl v té době silný panovník, ale po jeho smrti a po náhlé smrti jeho následníka bylo království rozděleno. Nejmladší syn Gruffyda ap Rhyse, Rhys ap Gruffyd, vládl v letech 1155 až 1197 a roku 1171 dosáhl s Jindřichem II. dohodu o tom, že bude vládcem území, které dobyl za pravidelný poplatek anglickému panovníkovi.
| „                 | U zákeřných Velšanů se více obávejte lstivého útoku než ozbrojeného útoku, medu spíš než jedu, zrady spíš než armády, jejich zlovolnosti spíš než bojovnosti, jejich upřímnosti spíš než zřejmé zlosti... | “ |
| — Gerald z Walesu | |   |

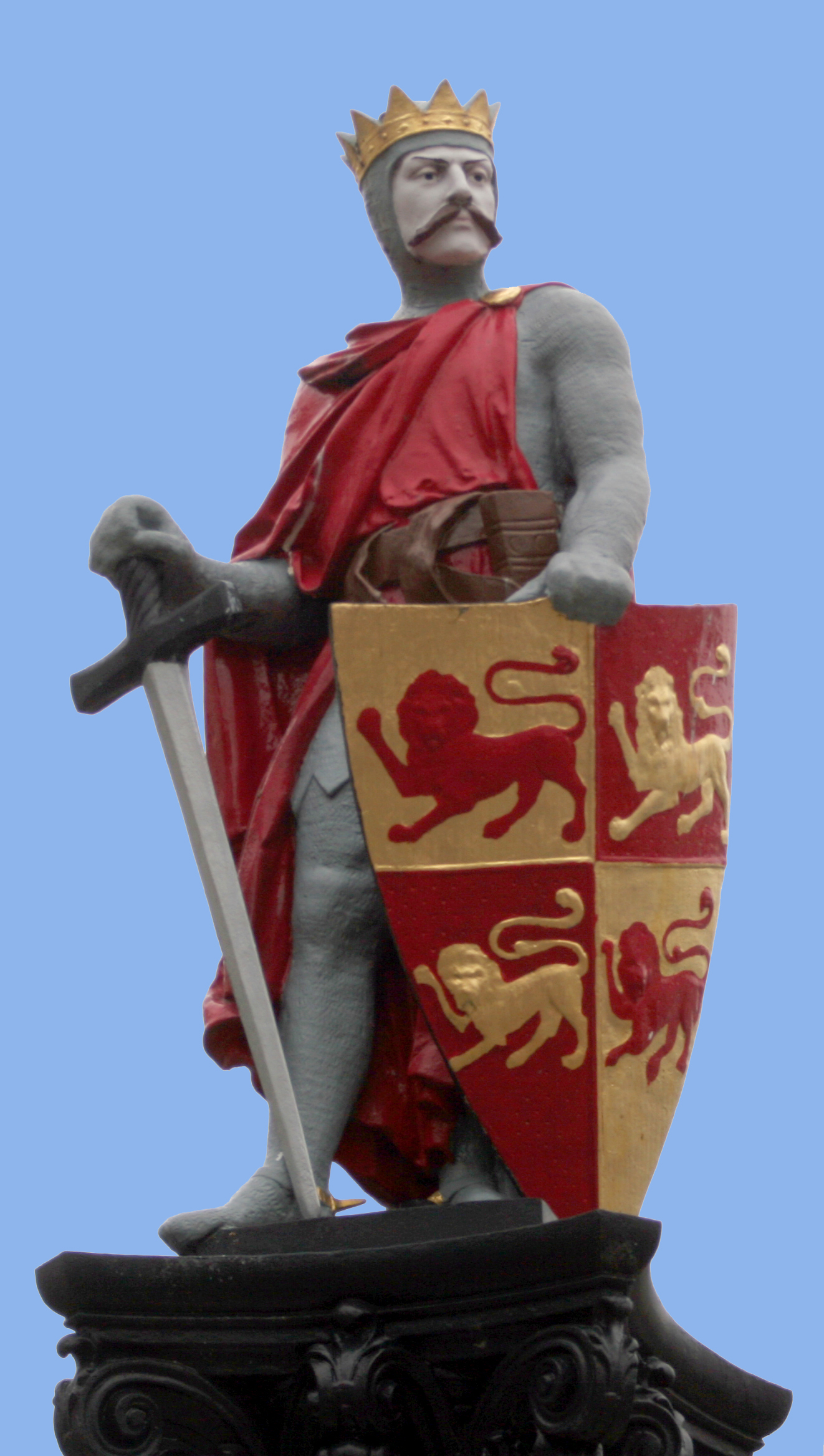
Llywelyn ap Iorwerth, vládce Gwyneddu a nakonec celého Walesu (1195–1240)

Jedním z nejvýraznějších panovníků té doby ve Walesu byl Llywelyn ap Iorwerth, který po roce 1200 ovládal Gwynedd a do roku 1240, kdy zemřel, panoval celému Walesu. Jeho synovi povolil Jindřich III., aby se ujal vlády v Gwyneddu, ale jeho právo na ostatní oblasti země neuznal. To vedlo k vypuknutí války. Ta pokračovala i za vlády Llywelyna ap Gruffydda. Mírová dohoda z Montgomery z roku 1267 potvrdila jeho nárok na přímou nebo nepřímou správu větší části Walesu. Tento nárok byl v rozporu se zájmy Eduarda I. a roku 1277 znovu vypukla válka. 11. prosince 1282 byl Gruffyd vylákán na hrad Builth Wells, kde byl zabit a jeho armáda byla rozprášena. Jeho bratři pokračovali v odporu až do roku 1283. Wales se tak později stal první anglickou kolonií.

### Ztráta samostatnosti
Konec nezávislosti království přinesl rok 1282 kdy zemřel jeho poslední král Llywelyn ap Gruffydd a jeho bratr byl popraven. Gwynedd, poslední oblast, která bránila Anglii v plném ovládnutí Walesu, byl připojen ke zbytku země a rozdělen na hrabství.

## Symbolika

Znak Aberffrawů

vlajka:
Cadwaladr, vlajka Gwyneddu a Walesu v 7. století
heraldická vlajka Aberffrawů